# Ancrage des symboles
 (janvier 2014).
Si vous disposez d'ouvrages ou d'articles de référence ou si vous connaissez des sites web de qualité traitant du thème abordé ici, merci de compléter l'article en donnant les références utiles à sa vérifiabilité et en les liant à la section « Notes et références ».
Le Problème de l'ancrage des symboles ou problème du fondement des symboles (symbol grounding problem en anglais) peut se formuler ainsi : comment un mot, ou plus généralement un symbole, acquiert-il son sens ? Qu'est vraiment le sens, la signification ? Comment un état mental peut-il avoir du sens ? C'est un problème en lien avec celui de la conscience.
Il est à noter que le célèbre test de Turing ne permet pas nécessairement de distinguer si celui qui le passe comprend réellement le sens des termes qu'il emploie.

## Les mots et leur signification
Frege a établi que ce à quoi un mot fait référence (c'est-à-dire sa dénotation) n'est pas la même chose que son sens. C'est ce qu'on peut voir avec les noms de personnes : (1) "Jacques Chirac", (2) "l'ancien président français élu en 1997" et (3) "le mari de Bernadette Chirac" ont tous le même référent, mais pas le même sens. Cette propriété est vraie aussi pour les noms d'objets ou même de propriétés abstraites.